# Launchy
Launchy es un lanzador de aplicaciones gratuito y de código abierto para GNU/Linux y Microsoft Windows. El programa indexa accesos directos en el menú inicio y archivos en carpetas específicas, permitiendo un acceso más rápido a los programas habituales sin abrir el menú en sí mismo ni buscando la carpeta correspondiente.

## Uso

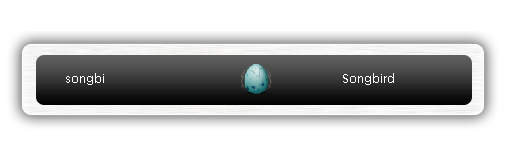
Launchy ejecutando Songbird.

Launchy se carga automáticamente en el arranque del sistema operativo y espera que el usuario pueda llamarlo pulsando Alt+Espacio o una combinación de teclas rápidas. El usuario entonces comienza a escribir el nombre del programa o archivo que desee poner en marcha. Launchy busca automáticamente en su lista los resultados más similares. Cuando encuentra el programa deseado, el usuario presiona ↵ Entrar y el programa es automáticamente puesto en marcha.
Launchy también tiene la opción de añadir carpetas y formatos de archivo en su catálogo de indexación indización. Esto hace que sea útil para el lanzamiento de casi cualquier cosa en un ordenador, incluida Internet, música, vídeos y juegos. Launchy también puede ejecutar Google, Wikipedia, MSN, Yahoo y otras búsquedas, que se ven en el navegador predeterminado. Asimismo, abre los favoritos, según sea necesario. Launchy también soporta plug-ins, lo que aumenta su versatilidad.

## Lenguaje
Launchy fue originalmente escrito en C# (ver. 0.5), pero la siguiente versión (0.6) se programó en C++. La última versión (2.0), ha sido completamente reescrita usando Qt. Esto ha dado lugar a una incompatibilidad entre esta versión y algunos complementos existentes.

## Plug-ins
Launchy, a partir de su versión 2.0, tiene una API C++ para el desarrollo de extensiones y plug-ins. Los complementos se pueden desarrollar con el fin de añadir nuevos tipos de objetos al catálogo, en lugar de sólo los archivos de acceso directo.
Una extensión plugin llamado PyLaunchy permite el desarrollo de plugins para Launchy con el lenguaje de programación Python.
Se han desarrollado numerosos plug-ins para Launchy. En la versión 2.0 se incluyen:
- Controly Plugin (controly.dll): lista los elementos del panel de control.
- Weby Plugin (weby.dll): realiza búsquedas web, incluyendo Google, MSN, Yahoo, Bing, Weather.com, Amazon, Wikipedia, Dictionary, Thesaurus, IMDb, Netflix y MSDN Websearch.
- Foxy Plugin (foxy.dll): añade los marcadores de Firefox a la base de datos de Launchy, así como las búsquedas frecuentes.
- Calcy Plugin (calcy.dll): proporciona el resultado de operaciones aritméticas sencillas.

## Premios

### 2007
- SourceForge.Net Community Choice Awards, Honorable Mention: Best New Project[8]
- PC World 15 Best Downloads of the Year: Powertools[4]
- CNet Download.Com Top Ten Downloads of the Year[3]